# Iberolacerta galani
Iberolacerta galani là một loài thằn lằn trong họ Lacertidae. Loài này được Arribas, Carranza & Odierna mô tả khoa học đầu tiên năm 2006.